# San Nicolás (municipalité, Tamaulipas)
Pour les articles homonymes, voir San Nicolas.
La municipalité de San Nicolás est l'une des 43 municipalités de l'État de Tamaulipas, et est située dans la partie centrale de cet État. Localisée à l'ouest du golfe du Mexique, elle fait intégralement partie du massif montagneux de la Sierra de San Carlos. Elle est à cheval sur deux bassins versants, celui du fleuve Río Soto La Marina au sud, et celui du fleuve Río San Fernando au nord. Son chef-lieu est la localité éponyme de San Nicolás. Elle dépend de la région Centro, qui est une des 6 subdivisions administratives de l'État de Tamaulipas.

## Géographie
La municipalité de San Nicolás s'étend du nord au sud au cœur du massif montagneux de la Sierra San Carlos, avec une altitude oscillant entre 300 et 1100 mètres. Les cours d'eau de sa partie sud alimentent le bassin versant du fleuve Río Soto La Marina, tandis que ceux du sud alimentent celui du fleuve Río San Fernando. Son chef-lieu, la localité éponyme de San Nicolás, se trouve dans la partie nord-ouest de son territoire. San Nicolás n'est cependant pas la localité la plus peuplée de la municipalité. Son territoire couvre une superficie de 457,76 km², et était peuplé en 2020 de 926 habitants.
Cette municipalité fait partie de la région Centro, qui est une des 6 subdivisions administratives de l'État de Tamaulipas, et regroupe les municipalités d'Abasolo, Güemez, Hidalgo, Jiménez, Llera, Mainero, Padilla, San Carlos, San Nicolás, Soto la Marina, Victoria, Casas et Villagrán.
Elle est limitrophe au nord de la municipalité de Burgos, à l'ouest de celle de San Carlos, au sud-est de celle de Jiménez, et à l'est de celle de Cruillas.

## Composition et démographie
La municipalité était composée en 2010 de 28 localités.
| Localité                  | Population |
| ------------------------- | ---------- |
| Flechadores               | 278        |
| El Palmar                 | 206        |
| Las Vírgenes (Moctezuma)  | 133        |
| Las Virgenes (Las Norias) | 100        |

## Histoire
La localité de San Nicolás est fondée en le 1er avril 1768 sous le nom de Mineral, après la découverte d'un filon d'argent,auquel fut donné le nom de La Luz. À sa fondation, la ville comptait 209 habitants. Au moment de l'essor des mines d'argent, en 1772, la compta jusqu'à 15 500 habitants. Cet essor dura jusqu'en 1780, lorsque le filon s'épuisa, puis que la ville se dépeupla.
En 1831, botaniste français Jean-Louis Berlandier, de passage à San Nicolás, décrira dans ses carnets une "vieille ville abandonnée aux maisons inhabitées".
À partir de 1869, la ville se nomma Degollado, mais le nom tomba en désuétude.